# 下姚祠
下姚祠，位于中国安徽省黄山市歙县徽城镇渔梁社区渔梁街92-9号、姚家巷南端，临练江北岸。祠前可俯瞰渔梁坝全貌。
下姚祠始建于1916年，是渔梁唯一尚存的宗族祠堂。上姚祠（承泽堂）已不存在。但下姚祠内长期居住着10多户居民，也年久失修，破烂不堪。1998年由东南大学编写的徽州古建筑丛书《渔梁》一书中对下姚祠进行了介绍。下姚祠已列为歙县文物保护单位。2019年3-6月，下姚祠进行保护性修缮和整治，修旧如旧，还原历史原貌 。